# Brecker Brothers
Brecker Brothers (auch The Brecker Brothers oder Brecker Bros.) war eine Fusionband, die von den Brüdern Michael Brecker (Saxophon, Flöte, später auch EWI) und Randy Brecker (Trompete, Flügelhorn) geleitet wurde und seit 1975 in den 1970er und frühen 1980er Jahren kommerziell erfolgreiche Fusionalben aufnahm. Sie hatten einen Hit mit East River im Jahr 1979, der Platz 34 in der UK Singles Charts erreichte. Für ihr Album Out of the Loop wurde sie 1995 mit dem Grammy ausgezeichnet.

## Geschichte
Der ältere Bruder Randy wurde als Gründungsmitglied der Gruppe Blood, Sweat & Tears bekannt. Er spielte auf ihrem Debüt-Album Child Is Father to the Man im Jahr 1968. Der jüngere Bruder Michael kam 1970 nach New York, wo er mit seinem Bruder in die Jazzrock-Band Dreams einstieg. In den Folgejahren etablierten sich die beiden Brüder aufgrund ihrer präzisen Riffs als eine gefragte Bläser-Sektion für zahlreiche Studioproduktionen im Bereich der Rock- und Popmusik. 1974 holte Art Blakey beide zu seinen Jazz Messengers, bevor sie sich 1975 selbständig machten und mit The Brecker Brothers ein „überzeugendes Plattendebüt“ veröffentlichten. In der zweiten Hälfte der 1970er Jahre waren sie „eine der erfolgreichsten Funk-Jazz-Gruppen.“ 1992 leitete das Album The Return of the Brecker Brothers eine kurzfristige Reunion ein.
Zusätzlich zu den Aufnahmen ihrer eigenen Kompositionen spielten die Brüder häufig zusammen auf Alben und Aufnahmen von anderen Künstlern, etwa Todd Rundgrens Hit Hello It’s Me, dem Parliament Album Mothership Connection und dem Debütalbum der japanischen Fusion-Band Casiopea. Die Brüder gingen auch Mitte der 1970er Jahre mit Frank Zappa auf Tournee und erschienen auf dessen Album Zappa in New York. Ihre Zusammenarbeit endete 2007 mit dem Tod von Michael Brecker, der an Leukämie starb.

## Diskografie
- The Brecker Brothers (Arista 1975), mit Dave Sanborn, Harvey Mason, Will Lee, Bob Mann, Don Grolnick
- Back to Back (Arista 1976), mit Dave Sanborn, Luther Vandross, Lew Del Gatto, Steve Gadd, Steve Khan, Dave Friedman, Don Grolnick, Sammy Figueroa
- Don’t Stop the Music (Arista 1977), mit Lew Del Gatto, Lenny White, Steve Gadd, Hiram Bullock, Don Grolnick
- Heavy Metal Be-Bop (Arista 1978), mit Terry Bozzio, Barry Finnerty, Sammy Figueroa
- Detente (Arista 1980), mit Marcus Miller, George Duke, Paulinho da Costa, Steve Gadd, Hiram Bullock
- Straphangin (Arista 1981), mit Marcus Miller, Barry Finnerty, Don Alias
- Return of the Brecker Brothers (GRP 1992), mit James Genus, Dennis Chambers, Mike Stern, Robbie Kilgore, Don Alias (DE: Gold (German Jazz Award))[6]
- Out of the Loop (GRP 1994)
- Some Skunk Funk (BHM 2005)
- Live & Unreleased (Leopard / Delta Music Media, rec. 1980 ed. 2020), mit Barry Finnerty, Mark Gray, Neil Jason, Richie Morales